# NGC 5005
Coordenades:  13h 10m 56.2s; +37° 03′ 33″
NGC 5005 (també coneguda com a Caldwell 29) és una galàxia espiral inclinada situada a la constel·lació dels Llebrers. Té un nucli relativament brillant i un disc brillant que conté múltiples carrils de pols. L'alta lluentor superficial de la galàxia fa que sigui un objecte visible pels astrònoms amateurs que utilitzen telescopis grans d'aficionat.
El mesurament de la distància per NGC 5005 varia de 13,7 megaparsecs (45 milions d'anys llum) a 34,6 megaparsecs (113 milions d'anys llum), amb una mitjana aproximada de 20 megaparsecs (65 milions d'anys llum).

## Nucli
NGC 5005 conté un nucli LINER, que com a tal inclou gas feblement ionitzat. La font d'energia per l'emissió de LINER ha estat debatuda extensament, amb alguns investigadors suggerint que prové de nuclis galàctics actius que contenen forats negres supermassius i altres investigadors que suggereixen que prové de l'activitat de formació estel·lar.

### Emissió de raigs X
Les observacions de raigs X de NGC 5005 han revelat que conté una font variable de raigs X en el seu nucli. Aquests resultats evidenciarien que NGC 5005 conté un forat negre supermassiu. Les fortes emissions variables de raigs X són característiques de l'emissió que s'espera del gas calent i comprimit en l'entorn a fora d'un forat negre en un nucli galàctic actiu.

## Galàxia companya
NGC 5005 i la galàxia espiral propera NGC 5033 constitueixen un parella física de galàxies. Lleugerament s'influencien gravitacionalment de forma mútua, però encara no estan suficientment a prop una de l'altra com perquè es vegin distorsionades per les forces de marea de la interacció gravitacional.